# Sanctuary (песня Joji)
«Sanctuary» (с англ. — «Заповедник») — песня японского певца и автора песен Joji, выпущенная 14 июня 2019 года на лейблах 88rising и 12Tone Music. Этот трек был написан Joji, Даниелем Уилсоном, Джастином Райзеном и Люком Никколи и спродюсирован Райзеном. Эоин Глейстер срежиссировала музыкальное видео.

## Композиция
«Sanctuary» был написан Joji, Дэниэлем Уилсоном, Джастином Райзеном и Люком Никколи и спродюсирован Райзеном. Песня представляет собой лоу-фай и электропоп балладу, который включает в себя элементы трэпа, электроники, R&B и соул-музыки, и его производство включает в себя эмбиентные синтезаторы и минималистский ритм. Как и большинство треков Joji, «Sanctuary» — это песня о любви, хотя её текст содержит «более поэтически абстрактные стихи», а не обычные «откровенные и незамысловатые признания» артиста. На протяжении всей песни Joji поет потенциальной возлюбленной, что он может предложить преданность и честность, хотя просит её выразить свою любовь к нему, а не ждать взаимности.

## Отзывы
Сальватор Майки из The Fader описал трек как «броский», в то время как Майк Васс из Idolator написал, что его смесь жанров была «пьянящей». Габриэль Айкинс из журнала Substream назвала его одной из лучших песен недели, заявив, что «когда дело доходит до интроспективных, атмосферных треков, сейчас мало кто делает это лучше, чем Joji», и высоко оценил вокальное исполнение артиста и производство Райзена.

## Музыкальное видео
Музыкальное видео для «Sanctuary» было опубликовано после выпуска трека 14 июня 2019 года. Joji визуализировал концепцию видео, когда он писал песню, заявив в интервью Harper’s Bazaar, что «как только [он] услышал инструментал для [песни], [он] знал, что это должно быть что-то вроде дрянного космического дерьма». В клипе Joji в роли капитана космического корабля, который изо всех сил пытается найти цель после того, как он победил всех своих врагов. Друг, заметив это, выколачивает один из его глаз ложкой, чтобы походить на злодея, затем уходит и нападает на корабль, заставляя Joji принять его положение капитана и защитить космический корабль, таким образом возвращая волнение в его жизнь.

## Чарты
| Чарт (2019)                           | Высшая позиция |
| ------------------------------------- | -------------- |
| Австралия (ARIA)                      | 42             |
| Канада (Canadian Hot 100)             | 58             |
| Ирландия (IRMA)                       | 61             |
| Малайзия (RIM)                        | 7              |
| Новая Зеландия (Recorded Music NZ)    | 32             |
| Великобритания (OCC UK Singles)       | 63             |
| США Billboard Hot 100                 | 80             |
| США Hot R&B/Hip-Hop Songs (Billboard) | 32             |